# باشگاه فوتبال زنان اتلتیکو مادرید
باشگاه فوتبال زنان اتلتیکو مادرید یک تیم فوتبال زنان اسپانیایی مستقر در مادرید است که در لیگ برتر فوتبال زنان اسپانیا بازی می‌کند. این بخش زنان اتلتیکو مادرید است.

## افتخارات
- لیگ برتر فوتبال زنان اسپانیا: ۴
  - ۹۰–۱۹۸۹، ۱۷–۲۰۱۶، ۱۸–۲۰۱۷، ۱۹–۲۰۱۸
- کوپا د لا رینا: ۱
  - ۱۶–۲۰۱۵